# The New Jedi Order
The New Jedi Order (ou New Jedi Order ou NJO) é uma série de 19 episódios de livros de ficção científica, que ocorrem no universo expandido de Star Wars].